# Odontocidium
Odontocidium (abreviado Odcdm. en el comercio) es un híbrido intergenérico que se produce entre los géneros de orquídeas Odontoglossum y Oncidium (Odm. x Onc.). Muchas orquídeas que antes estaban clasificadas como  Colmanara han sido reclasificada como Odontocidium por la American Orchid Society.
Existe una cierta controversia entre los géneros que componen esta subfamilia; debido a un nuevo esquema taxonómico de la American Orchid Society, o Sociedad Americana sobre Orquídeas, algunas especies antes incluidas en el género Colmanara se consideran pertenecientes al Odonticidium.